# Dogbo

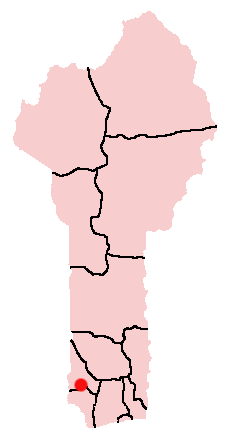
Dogbos läge i Benin.

Dogbo är en stad och kommun i sydvästra Benin, och är den administrativa huvudorten för departementet Couffo. Befolkningen beräknades till 36 883 invånare 2006, med totalt 91 226 invånare i hela kommunen på en yta av 475 km².

## Administrativ indelning
Kommunen är indelad i sju arrondissement:
- Ayomi
- Deve
- Honton
- Lokogohoue
- Madjre
- Tota¹
- Totchangni

¹Arrondissementet Tota utgör Dogbos centralort. Därför kallas orten ibland för Dogbo-Tota.